# Quắn hoa to
Quắn hoa to (danh pháp khoa học: Helicia grandis) là một loài thực vật có hoa trong họ Quắn hoa. Loài này được Hemsl. miêu tả khoa học đầu tiên năm 1900.